# Jean-Loup Fayolle
Pour les articles homonymes, voir Fayolle.
Jean-Loup Fayolle, né le 15 juin 2005 à Pierre-Bénite, est un coureur cycliste français.

## Biographie
Originaire de Pierre-Bénite, Jean-Loup Fayolle est formé au CC Saint-Martinois,. Il participe à ses premières compétitions cyclistes à l'âge de douze ans, après avoir pratiqué le football. Doté d'un petit gabarit, il se fait principalement remarquer par ses qualités de grimpeur. 
En 2021, il réalise une belle année chez les cadets en obtenant douze podiums, dont quatre victoires. Il intègre ensuite le VC Corbas en 2022. Avec cette formation, il s'impose à plusieurs reprises au niveau fédéral junior (moins de 19 ans). Il obtient par ailleurs diverses places d'honneur. 
En 2023, il intègre l'effectif du club Charvieu-Chavagneux Isère Cyclisme. Sous ses nouvelles couleurs, il remporte le Tour de la Vallée de la Trambouze. Il se distingue également au niveau international en terminant troisième d'une étape du Tour du Valromey et quatrième de la Classique des Alpes juniors. Sa saison est cependant interrompue dès le mois de juillet en raison d'un accident de la route à l'entraînement. Percuté par une voiture, il se fracture trois vertèbres.

## Palmarès
- 2021
  - 3e du championnat d'Auvergne-Rhône-Alpes cadets
- 2022
  - Côte d’Or Classic Juniors
  - Tour du Pays d'Olliergues
  - 2e étape du Tour du Carmausin Ségala
  - 2e du Prix de la Ville d'Aubenas
  - 3e du Tour du Carmausin Ségala
- 2023
  - Tour de la Vallée de la Trambouze
  - 2e du Prix de la Ville d'Aubenas
  - 2e du championnat d'Auvergne-Rhône-Alpes juniors
  - 3e du Tour du Pays d'Olliergues
- 2024
  - 2e du Tour du Piémont pyrénéen
  - 2e de Paris-Chalette-Vierzon
- 2025
  - 3e du Tour de la Vallée d'Aoste